# Madness
Madness er et engelsk pop-/ska-band fra Camden Town i London. Madness debuterede med albummet One Step Beyond i 1979. Bandet består af 7 medlemmer med sangeren Suggs (aka Graham McPherson) i front.
Det eneste rigtigt store internationale Madness hit er "Our House" fra 1982. Der er siden komponeret en hel musical over nummeret.
Madness' seneste album The Liberty Of Norton Folgate udkom i 2009. The Liberty Of Norton Folgate er bandets 9. studiealbum.
Madness spillede på Roskilde Festival 2009.